# Penza (Vladímir)
|  | No s'ha de confondre amb Penza. |

Penza (en rus: Пенза) és un poble de l'óblast de Vladímir, a Rússia, segons el cens del 2010 tenia 26 habitants. Pertany al districte municipal de Múrom.